# Symphonie argotique
Pour plus de détails, voir Fiche technique et Distribution.

Symphonie argotique (Symphony in Slang) est un cartoon réalisé en 1951 par Tex Avery.

## Synopsis
Source IMDb
Un quidam habillé d'un costume voyant arrive au paradis et entreprend de raconter sa vie à saint Pierre, portier du paradis... problème il s'exprime en slang, l'argot américain, que saint Pierre n'arrive pas à comprendre. En désespoir de cause, il s'en va chercher le grand Noah Webster, le Pierre Larousse (ou l'Émile Littré) des Américains, qui continue son œuvre d'encyclopédiste dans le séjour des bienheureux. Mais même ce maître ès-lexigographie s'avoue incapable de démêler les péripéties de la vie du narrateur, péripéties que Tex Avery prend un malin plaisir à illustrer de la façon la plus littérale possible.
Ainsi « I did a stretch in the jug » (« j'ai passé un certain temps en prison ») est illustré littéralement par le triste héros de l'histoire s'étirant (verbe to stretch) dans une gigantesque cruche (jug) de verre posée dans une cellule de prison.

## Fiche technique
Source IMDb
- Titre original : Symphony in Slang
- Titre en français : Symphonie argotique
- Réalisation : Tex Avery
- Scénario : Rich Hogan
- Musique : Scott Bradley
- Montage : Jim Faris
- Production : Fred Quimby, non cités : Tex Avery, William Hanna (coproducteur)
- Société de production : Loew's et Metro-Goldwyn-Mayer
- Distributeurs :États-Unis :
  - Metro-Goldwyn-Mayer (MGM), 1951, au cinéma
  - MGM/UA Home Entertainment, 1992, vidéo VHS
  - Warner Home Video, 2008, sur DVD
  - Warner Home Video, 2012, sur Blu-ray
- Pays d'origine : États-Unis
- Langue : anglais
- Format : Couleurs (Technicolor) - 1,37:1 -  35 mm - son mono (Western Electric Sound System) - procédé cinématographique : sphérique
- Durée : 7 minutes
- Genre : court métrage de dessin animé comique
- Dates de sortie : 
  - États-Unis : 
    - 26 avril 1951 (sortie limitée)
    - 16 juin 1951

### Animation
Animateurs :
- Walt Clinton (comme Walter Clinton)
- Michael Lah
- Grant Simmons

Ne figurent pas au générique :
- Ed Benedict (dessin des personnage, disposition)
- Tom Oreb (dessin des personnage, disposition)
- John Didrik Johnsen (décors, disposition)

## Distribution
Voix originale : (n'est pas cité au générique)
- John Brown : le « branché » et Noah Webster, lexicographe à l'origine du dictionnaire Webster.

Voix françaises :

## Musique
Source IMDb
- On Green Dolphin Street

Musique par Bronislau Kaper et paroles de Ned Washington.